# Skinwalker Ranch
O Rancho Skinwalker (do inglês: Skinwalker Ranch), anteriormente conhecido como Rancho Sherman, popularmente chamado por "UFO Ranch" ou "The UFO Farm", é uma propriedade que se estende por aproximadamente 512 acres (2,072 km²) na fronteira da reserva indígena Ute, a sudeste da cidade de Ballard, no estado de Utah, ex-sede do Instituto Nacional para a Ciência de Descobertas (NIDS), conhecido como uma área de atividades anormais e alienígenas. Local de atividades pecuárias iniciadas por volta de 1870 no Vale Pahsimerode por French Joe.

## Etimologia
O nome Skinwalker faz referência ao skin-walker, um tipo de bruxa maléfica que possui a habilidade de se transformar em diferentes seres, de acordo com a cultura do povo navajo.

## História
Alegações sobrenaturais e ufológicas sobre o rancho apareceram pela primeira vez na década de 1990, que foram citadas no jornal Deseret News da cidade de Salt Lake City (Utah),e mais tarde no semanário alternativo Las Vegas Mercury, como uma série de artigos do jornalista investigativo George Knapp. Essas primeiras histórias detalhavam as alegações de uma família que supostamente passou por eventos assustadores e inexplicáveis após terem comprado e ocupado a propriedade.

## Livro
Colm Kelleher e o co-autor George Knapp escreveram posteriormente um livro, no qual descrevem o rancho sendo adquirido pelo Instituto Nacional de Ciência da Descoberta (NIDS), criado pelo empresário da indústria aeroespacial Robert Bigelow, para estudar na área atividades paranormais, avistamentos episódicos de OVNIS e criaturas do tipo pé-grande, círculos em plantações, esferas luminosas  e atividade poltergeist relatada por ex-proprietários.

## Reputação paranormal
O rancho, localizado no oeste do condado de Uintah, na fronteira com a reserva indígena Ute, é chamado de "UFO Ranch" ou "UFO Farm" devido à sua ostensiva história de 50 anos de eventos anormais que se diz terem ocorrido na área. Knapp e Kelleher citam o livro de 1974 The Utah UFO Display: A Scientist's Report, de Frank Salisbury e Joseph "Junior" Hicks, que detalha uma investigação anterior sobre supostos avistamentos de OVNIs na região do condado de Uintah, como confirmação parcial de seu relato. De acordo com Kelleher e Knapp, eles viram ou investigaram evidências de cerca de 100 incidentes que incluem gado desaparecido e mutilado, avistamentos de objetos ou esferas voadoras não identificadas, grandes animais com olhos vermelhos penetrantes que eles dizem ter saído ilesos quando atingidos por balas, e objetos invisíveis emitindo campos magnéticos destrutivos. Entre os envolvidos, estava o coronel aposentado do Exército dos EUA John B. Alexander, que caracterizou o esforço do NIDSci como uma tentativa de obter dados concretos usando uma "abordagem científica padrão". No entanto, os pesquisadores admitiram "dificuldade em obter evidências consistentes com a publicação científica".
As mutilações de gado fazem parte do folclore da área há décadas. Diz-se que quando o bilionário fundador do NIDSci, Robert Bigelow, comprou a fazenda por US$ 200.000, a decisão resultou de seu total convencimento pelas histórias de mutilações que incluíam histórias de luzes estranhas e impressões incomuns feitas na grama e no solo, contadas pela família do ex-proprietário da fazenda, Terry Sherman.
Em 1996, o cético canadense James Randi concedeu a Bigelow o satírico Prêmio Pigasus por financiar a compra da fazenda e apoiar as investigações do professor John Mack, da Universidade de Harvard, e do autor Bud Hopkins, ao que Randi chamou de "estudo inútil do  [sic] sobrenatural, paranormal ou oculto".
Em 2016, Bigelow vendeu o rancho por US$ 4,5 milhões para a Adamantium Real Estate Holdings, uma empresa de fachada de origem desconhecida. Após essa compra, todas as estradas que levam ao rancho foram bloqueadas, o perímetro protegido e bloqueado por câmeras e arame farpado e cercado por placas que visam impedir que as pessoas se aproximem da propriedade.

## Marca registrada
O  programa de pesquisa do governo foi cancelado em 2011, então o rancho foi vendido pela Bigelow a uma corporação privada, a Adamantium Real Estate, LLC, em 2016. Em 2017, o nome "Skinwalker Ranch" foi registrado como marca comercial através da Justia Trademarks, emitida oficialmente em 2018.

## Na mídia
Em 2013, filme intitulado Skinwalker Ranch, vagamente baseado no folclore que cerca o rancho.
Em 2018, filme intitulado Hunt for the Skinwalker, é um documentário vagamente baseado nos fenômenos supostamente sucedidos no rancho.
Em 2020, série intitulada The Secret of Skinwalker Ranch.